# Hardy (Nebraska)
Hardy – wieś w Stanach Zjednoczonych, w stanie Nebraska, w hrabstwie Nuckolls.